# Bad Endorf
Bad Endorf é um município da Alemanha, situado no distrito de Rosenheim, no estado da Baviera. Tem 40,11 km² de área, e sua população em 2019 foi estimada em 8.376 habitantes.